# Phanocloidea segmentaria
Phanocloidea segmentaria är en insektsart som först beskrevs av Ludwig Redtenbacher 1908.  Phanocloidea segmentaria ingår i släktet Phanocloidea och familjen Diapheromeridae. Inga underarter finns listade i Catalogue of Life.